# Essilor
Essilor – firma projektująca i produkująca soczewki okularowe (szkło progresywne). 
Essilor powstał w 1972 r. z połączenia dwóch francuskich firm: Essel i Silor. Najbardziej znanym jego produktem są soczewki Varilux.
W 1990 roku Essilor założyło Transitions Optical jako spółkę joint venture z amerykańskim koncernem PPG.
Od 2002 r. działa w Warszawie fabryka Essilor Optical Laboratory Poland.